# Cugat.cat
Cugat.cat es un medio comunicación público multimedia de la ciudad de San Cugat del Vallés. Cuenta con una frecuencia de radio al 91.5 FM, un portal web y una televisión por IP. Se fundó en el junio del 1982 como Radio Sant Cugat.
En el año 2009, el Organismo Autónomo Municipal de Información y Comunicación Ciudadana, ente municipal propietario, le cambió el nombre por Cugat.cat. Desde el 2012 forma parte de la Red de Comunicación Local.
El 13 de junio de 1982 nació la emisora Radio Sant Cugat, bajo la dirección de Ramon Grado y con el eslogan "Radio Sant Cugat, a tu lado". La nueva incorporación supuso un gran adelanto hacia la información local de aquella población, puesto que hasta aquel momento no se disponía de ningún medio local con características cómo estas. 
La primera noticia que emitió la corporación situada en la calle de Sant Antoni fue la de la inauguración de los Mundiales de Fútbol. Durante la apertura y el cierre de cada emisión, la banda sonora utilizada era la de Los segadores, demostrando la vertiente catalanista del proyecto. A partir de este gran inicio, la radio ofreció contenidos de interés de todo tipo, destacando y convirtiéndose en una emisora líder dentro del mundo de las radios locales.
Sin embargo, en 1986 la emisora tuvo que cerrar por falta de licencia para emitir. Su reapertura se realizó en la calle de Sant Jordi después de 4 años de inactividad . La emisora adquirió titularidad municipal en 1992, y un año más tarde pasó a formar parte del Organismo Autónomo de Comunicación e Información Ciudadana del Ayuntamiento de San Cugat del Vallés. La web de la radio se convirtió en una de las primeras a la ciudad que obtenían el dominio punto cat. 
En 2006 la emisora instaló sus nuevos estudios en la calle Plana del Hospital. Entre las voces que han pasado por Radio Sant Cugat se pueden encontrar Joan Fàbregas y Luciera Guilera.
Cugat.cat ha recibido varias menciones y reconocimientos, entre ellos el premio Ciudad de Sant Cugat 2007 a Radio Sant Cugat por sus 25 años, el premio Radio Asociación de Cataluña 2008 a Radio Sant Cugat por la mejor propuesta de innovación por su conversión en el grupo de comunicación multimedia Cugat.cat y el premio Innova de los Premios de la Comunicación Local de la Diputación de Barcelona en 2011.